# Китаєва Тетяна Ігорівна
Тетяна Ігорівна Китаєва (нар. 28 жовтня 1995) — українська футболістка, півзахисниця харківського «Житлобуду-2».

## Клубна кар'єра
Футбольну кар'єру розпочала в складі «Житлобуду-2». У Вищій лізі України дебютувала 2010 року. Триразова чемпіонка України та володарка національного кубку. 

## Кар'єра в збірній
У 2011 році провела 3 поєдинки за дівочу збірну України (WU-17).
Викликалася до жіночої молодіжної збірної України (WU-19), у футболці якої дебютувала 5 квітня 2014 року в програному (1:3) поєдинку 1-го туру групового етапу жіночого молодіжного чемпіонату Європи проти одноліток з Бельгії. Тетяна вийшла на поле на 67-й хвилині, замінивши Наталію Радзієвську. За українську «молодіжку» провела 3 офіційні матчі.
У футболці національної збірної України дебютували 4 березня 2020 року в програному (0:3) поєдинку кубку Пінтар проти Шотландії. Тетяна вийшла на поле на 84-й хвилині, замінивши Дарину Апанащенко.

## Досягнення
«Житлобуд-2» (Харків)
- Вища ліга України
  -  Чемпіонка (3): 2016, 2017, 2019/20
  -  Срібна призерка (3): 2014, 2017/18, 2018/19
  -  Бронзова призерка (1): 2015

- Кубок України
  -  Володарка (1): 2019/20